# Franck Chow Yuen
Franck Chow Yuen est un footballeur français, né le 19 octobre 1973 à Saint-Denis dans le département d'outre-mer de La Réunion. Il évolue au poste de milieu de terrain offensif gauche.

## Biographie

### En club
Il commence sa carrière dans un club de Saint-Denis de La Réunion, la Société Sportive des Juniors Dionysiens, avant de s'installer en métropole. Il joue la plus grande partie de sa carrière au Club Sportif Louhans-Cuiseaux qui évolue en deuxième division. Arrivé dans ce club en 1991 Franck Chow Yuen participe à deux remontées en D2 (précédées chacune d'une descente au troisième échelon), finissant vice-champion de National 1 en 1995, et champion de National en 1999. Il quitte le club en milieu de saison le 6 décembre 1999 pour rejoindre le FC Clermont, qui évolue en National.
Il rejoint ensuite la Haute-Savoie et le Football Club de Gaillard qui vient de finir la première saison de son histoire en Championnat de France amateur 2, s'étant classés huitièmes du groupe D. Menés par l'entraîneur Pascal Dupraz, les jaunes et noirs finissent cinquièmes du même groupe en 2002, puis troisièmes en 2003. Seules les deux premières places permettent la promotion en Championnat de France amateur, mais la réserve de l'ASOA Valence qui finit deuxième, ne peut pas monter, et le FC Gaillard la remplace. À l'intersaison, le FC Gaillard fusionne avec le club voisin du FC Ville-la-Grand (de niveau sportif inférieur) pour donner naissance au Football Croix-de-Savoie 74. Franck Chow Yuen, qui joue avant, est un cadre de l'équipe qui obtient son maintien en CFA en fin de saison, avec 32 matchs joués et 12 buts marqués. Un an plus tard, le club est promu en National en terminant 3e du groupe B de CFA avec 90 points, 15 victoires, 11 nuls et 8 défaites, derrière deux réserves professionnelles qui ne peuvent pas monter : celle de l'Olympique lyonnais (99 points) et celle du Football Club de Metz (90 points). Avec 23 matchs joués, et 6 buts marqués en championnat, Franck Chow Yuen est toujours un pilier de l'équipe (dixième joueur le plus utilisé et troisième meilleur buteur),,. Les Savoyards réalisent également un remarquable parcours en coupe de France, en ne chutant qu'en 16e de finale face au Stade rennais, après des 32e gagnés aux tirs au but à Poissy. En fin de saison, Chow-Yuen met ainsi fin à sa carrière professionnelle. Il joue ensuite en amateur au club de Bons en Chablais en Haute-Savoie.

### En sélection
Dans une interview, faite pour Clicanoo en mai 2014, Jean-Pierre Bade, alors sélectionneur de l'Équipe de La Réunion nomme Franck Chow Yuen comme exemple très rare d'un joueur évoluant dans un club de métropole qui était revenu à la Réunion pour jouer avec l'équipe nationale lors des Jeux des îles de l'océan Indien, ce qui aujourd'hui est selon lui devenu impossible.

## Palmarès
- Club Sportif Louhans-Cuiseaux
  - Champion de National en 1999
  - Vice-champion de National 1 en 1995

- Football Croix-de-Savoie 74
  - Champion de France amateur en 2004

## Annexe